# مقبرة 37
المقبرة رقم 37 و المعروفة علمياً بالرمز KV37 هي مقبرة مصرية قديمة تقع في وادي الملوك في مصر. تشير شظايا العظام إلى أن القبر كان يستخدم للدفن، ولكن تحطمها صعب معرفة لمن تعود هذه العظام وبالتالي صعوبة تحديد هوية المدفونين في المقبرة.

## المراجع

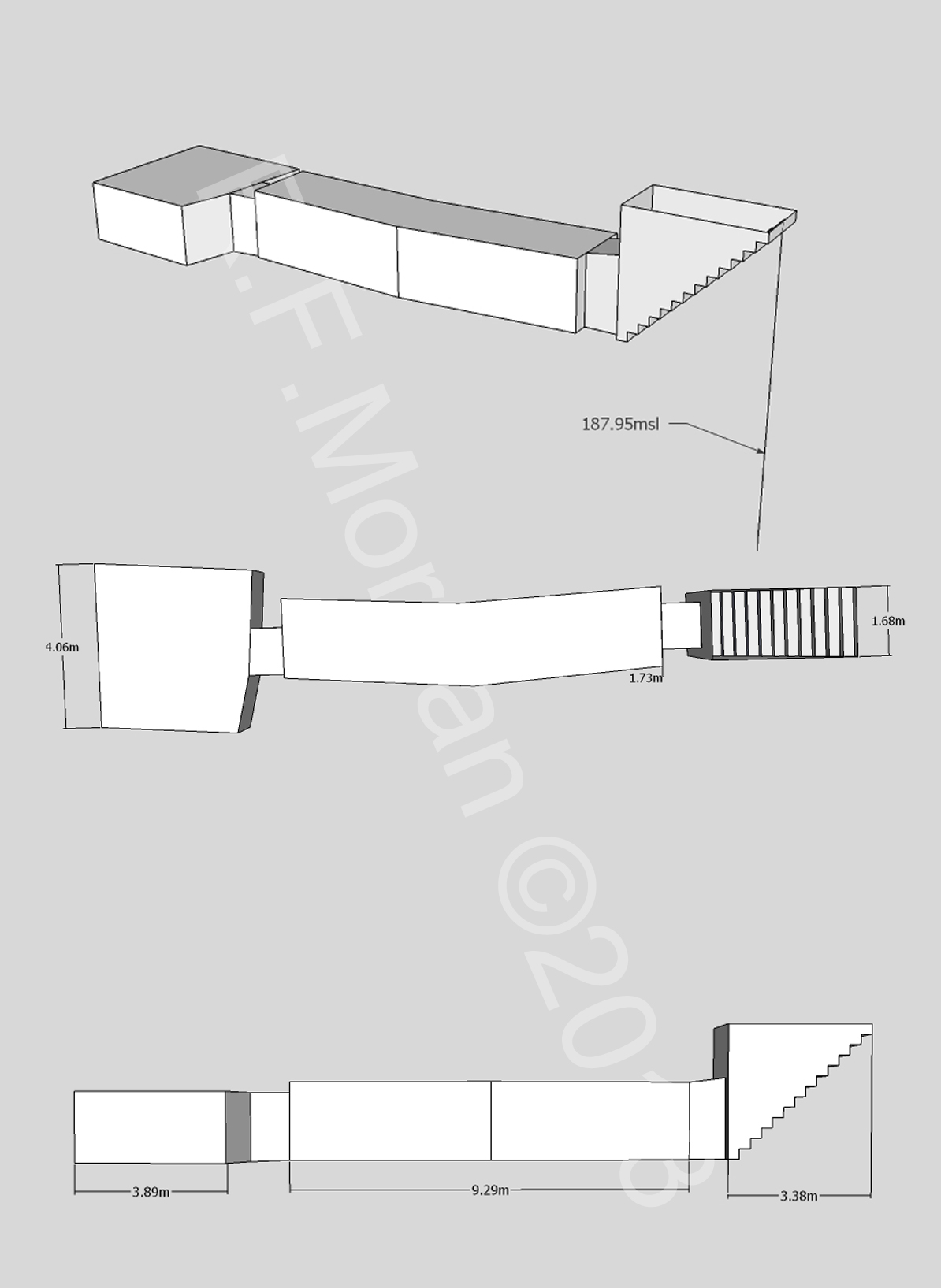
صور اسقاط متساوي القياس وخريطة وارتفاع "مقبرة 37" مأخوذة من نموذج ثلاثي الأبعاد

## روابط خارجية
- مشروع رسم خرائط طيبة: KV37 - يتضمن خرائط تفصيلية لمعظم المقابر.